# 莉亞·夸爾塔佩雷
莉亞·夸爾塔佩雷（義大利語：Lia Quartapelle，1982年8月15日—）是一名意大利政治人物。

## 早期生活和职业生涯
夸爾塔佩雷畢業於帕维亚大学經濟系、倫敦大學亞非學院經濟學碩士。2007年開始她在莫桑比克擔任發展經濟學家，協助路易莎·迪奥戈政府制定发展政策，為期一年。

## 眾議員（2013至今）
夸爾塔佩雷於2013年全国选举中當選為眾議員。 在议会中，夸爾塔佩雷屬於外交和欧洲共同体事务委員會，人权次級委員會、可持续发展次級委員會，以及非洲和全球事务次級委員會。

## 外部連結
- 官方网站